# Rachel O. Wong
Rachel Oi Lun Wong (* in Kuala Lumpur, Malaysia) ist eine US-amerikanische Neurobiologin an der University of Washington in Seattle, Washington.

## Leben und Wirken
Rachel Wong erwarb an der Monash University in Melbourne, Australien, einen Bachelor in Physik und an der Australian National University in Canberra einen Ph.D. in Visual Neuroscience (etwa: Neurowissenschaften des Sehens). Als Postdoktorandin arbeitete sie am National Vision Research Institute in Australien, an der US-amerikanischen Stanford University und am Vision, Touch and Hearing Research Center, wiederum in Australien.
Seit 1994 gehörte Wong zum Lehrkörper der Washington University in St. Louis, zunächst als Assistant Professor, ab 2004 auf einer ordentlichen Professur. 2006 wechselte sie an die University of Washington. Hier ist sie (Stand Mai 2025) Inhaberin des Lehrstuhls (Chair) in der Abteilung für Strukturbiologie.
Wong ist bekannt für ihre Arbeiten zu den Entwicklungsmechanismen, die dem korrekten Aufbau neuronaler Schaltkreise zugrunde liegen. Sie untersucht das Zusammenspiel aktivitätsabhängiger und aktivitätsunabhängiger Signale bei der Bildung von Schaltkreismustern des visuellen Systems, insbesondere der Netzhaut von Wirbeltieren.
Seit 2021 ist Wong Mitglied der National Academy of Sciences, seit 2025 Mitglied der American Academy of Arts and Sciences. Laut Google Scholar hat sie einen h-Index von 73, laut Datenbank Scopus einen von 59 (jeweils Stand Juli 2025).